# Полынга
 Полынга  — деревня в Глазовском районе Удмуртии в составе сельского поселения Штанигуртское.

## География
Находится в 2 км на юг от южной окраины центра района города Глазов.

## История
Известна с 1802 года как починок Полынского с 4 дворами. В 1873 году здесь (починок Полынской или Полынка) дворов 10 и жителей 122, в 1905 (деревня Полынская или Полынга) 23 и 287, в 1924 (Полынская) 36 и 294 (преимущественно удмурты). Работал колхоз им. Сталина.

## Население
Постоянное население составляло 25 человек (удмурты 76 %) в 2002 году, 68 в 2012.